# Seznam vítězů turecké fotbalové ligy
Seznam vítězů turecké fotbalové ligy uvádí mužstva, která se v jednotlivých ročnících turecké fotbalové ligy umístila na prvních třech místech.
| Süper Lig (1959 – 2024)                                                                   |                            |                        |                        |
| Ročník                                                                                    | Mistr                      | 2. místo               | 3. místo               |
| • Úvodní dva ročníky se hrály systémem finálového turnaje regionálních pohárových soutěží |                            |                        |                        |
| Federation Cup 1956–57                                                                    | Beşiktaş JK (1)            | Galatasaray SK         | Altay SK               |
| Federation Cup 1957–58                                                                    | Beşiktaş JK (2)            | Galatasaray SK         | —                      |
| 1959                                                                                      | Fenerbahçe SK (1)          | Galatasaray SK         | —                      |
| 1959 – 1960                                                                               | Beşiktaş JK (3)            | Fenerbahçe SK          | Galatasaray SK         |
| 1960 – 1961                                                                               | Fenerbahçe SK (2)          | Galatasaray SK         | Beşiktaş JK            |
| 1961 – 1962                                                                               | Galatasaray SK (1)         | Fenerbahçe SK          | Beşiktaş JK            |
| 1962 – 1963                                                                               | Galatasaray SK (2)         | Beşiktaş JK            | Fenerbahçe SK          |
| 1963 – 1964                                                                               | Fenerbahçe SK (3)          | Beşiktaş JK            | Galatasaray SK         |
| 1964 – 1965                                                                               | Fenerbahçe SK (4)          | Beşiktaş JK            | Galatasaray SK         |
| 1965 – 1966                                                                               | Beşiktaş JK (4)            | Galatasaray SK         | Gençlerbirliği SK      |
| 1966 – 1967                                                                               | Beşiktaş JK (5)            | Fenerbahçe SK          | Galatasaray SK         |
| 1967 – 1968                                                                               | Fenerbahçe SK (5)          | Beşiktaş JK            | Galatasaray SK         |
| 1968 – 1969                                                                               | Galatasaray SK (3)         | Eskişehirspor          | Beşiktaş JK            |
| 1969 – 1970                                                                               | Fenerbahçe SK (6)          | Eskişehirspor          | Altay SK               |
| 1970 – 1971                                                                               | Galatasaray SK (4)         | Fenerbahçe SK          | Göztepe SK             |
| 1971 – 1972                                                                               | Galatasaray SK (5)         | Eskişehirspor          | Fenerbahçe SK          |
| 1972 – 1973                                                                               | Galatasaray SK (6)         | Fenerbahçe SK          | Eskişehirspor          |
| 1973 – 1974                                                                               | Fenerbahçe SK (7)          | Beşiktaş JK            | Boluspor               |
| 1974 – 1975                                                                               | Fenerbahçe SK (8)          | Galatasaray SK         | Eskişehirspor          |
| 1975 – 1976                                                                               | Trabzonspor (1)            | Fenerbahçe SK          | Galatasaray SK         |
| 1976 – 1977                                                                               | Trabzonspor (2)            | Fenerbahçe SK          | Altay SK               |
| 1977 – 1978                                                                               | Fenerbahçe SK (9)          | Trabzonspor            | Galatasaray SK         |
| 1978 – 1979                                                                               | Trabzonspor (3)            | Galatasaray SK         | Fenerbahçe SK          |
| 1979 – 1980                                                                               | Trabzonspor (4)            | Fenerbahçe SK          | Zonguldakspor          |
| 1980 – 1981                                                                               | Trabzonspor (5)            | Adanaspor              | Galatasaray SK         |
| 1981 – 1982                                                                               | Beşiktaş JK (6)            | Trabzonspor            | Fenerbahçe SK          |
| 1982 – 1983                                                                               | Fenerbahçe SK (10)         | Trabzonspor            | Galatasaray SK         |
| 1983 – 1984                                                                               | Trabzonspor (6)            | Fenerbahçe SK          | Galatasaray SK         |
| 1984 – 1985                                                                               | Fenerbahçe SK (11)         | Beşiktaş JK            | Trabzonspor            |
| 1985 – 1986                                                                               | Beşiktaş JK (7)            | Galatasaray SK         | Samsunspor             |
| 1986 – 1987                                                                               | Galatasaray SK (7)         | Beşiktaş JK            | Samsunspor             |
| 1987 – 1988                                                                               | Galatasaray SK (8)         | Beşiktaş JK            | Malatyaspor            |
| 1988 – 1989                                                                               | Fenerbahçe SK (12)         | Beşiktaş JK            | Galatasaray SK         |
| 1989 – 1990                                                                               | Beşiktaş JK (8)            | Fenerbahçe SK          | Trabzonspor            |
| 1990 – 1991                                                                               | Beşiktaş JK (9)            | Galatasaray SK         | Trabzonspor            |
| 1991 – 1992                                                                               | Beşiktaş JK (10)           | Fenerbahçe SK          | Galatasaray SK         |
| 1992 – 1993                                                                               | Galatasaray SK (9)         | Beşiktaş JK            | Trabzonspor            |
| 1993 – 1994                                                                               | Galatasaray SK (10)        | Fenerbahçe SK          | Trabzonspor            |
| 1994 – 1995                                                                               | Beşiktaş JK (11)           | Trabzonspor            | Galatasaray SK         |
| 1995 – 1996                                                                               | Fenerbahçe SK (13)         | Trabzonspor            | Beşiktaş JK            |
| 1996 – 1997                                                                               | Galatasaray SK (11)        | Beşiktaş JK            | Fenerbahçe SK          |
| 1997 – 1998                                                                               | Galatasaray SK (12)        | Fenerbahçe SK          | Trabzonspor            |
| 1998 – 1999                                                                               | Galatasaray SK (13)        | Beşiktaş JK            | Fenerbahçe SK          |
| 1999 – 2000                                                                               | Galatasaray SK (14)        | Beşiktaş JK            | Gaziantepspor          |
| 2000 – 2001                                                                               | Fenerbahçe SK (14)         | Galatasaray SK         | Gaziantepspor          |
| 2001 – 2002                                                                               | Galatasaray SK (15)        | Fenerbahçe SK          | Beşiktaş JK            |
| 2002 – 2003                                                                               | Beşiktaş JK (12)           | Galatasaray SK         | Gençlerbirliği SK      |
| 2003 – 2004                                                                               | Fenerbahçe SK (15)         | Trabzonspor            | Beşiktaş JK            |
| 2004 – 2005                                                                               | Fenerbahçe SK (16)         | Trabzonspor            | Galatasaray SK         |
| 2005 – 2006                                                                               | Galatasaray SK (16)        | Fenerbahçe SK          | Beşiktaş JK            |
| 2006 – 2007                                                                               | Fenerbahçe SK (17)         | Beşiktaş JK            | Galatasaray SK         |
| 2007 – 2008                                                                               | Galatasaray SK (17)        | Fenerbahçe SK          | Beşiktaş JK            |
| 2008 – 2009                                                                               | Beşiktaş JK (13)           | Sivasspor              | Trabzonspor            |
| 2009 – 2010                                                                               | Bursaspor (1)              | Fenerbahçe SK          | Galatasaray SK         |
| 2010 – 2011                                                                               | Fenerbahçe SK (18)         | Trabzonspor            | Bursaspor              |
| 2011 – 2012                                                                               | Galatasaray SK (18)        | Fenerbahçe SK          | Beşiktaş JK            |
| 2012 – 2013                                                                               | Galatasaray SK (19)        | Fenerbahçe SK          | Beşiktaş JK            |
| 2013 – 2014                                                                               | Fenerbahçe SK (19)         | Galatasaray SK         | Beşiktaş JK            |
| 2014 – 2015                                                                               | Galatasaray SK (20)        | Fenerbahçe SK          | Beşiktaş JK            |
| 2015 – 2016                                                                               | Beşiktaş JK (14)           | Fenerbahçe SK          | Konyaspor              |
| 2016 – 2017                                                                               | Beşiktaş JK (15)           | İstanbul Başakşehir FK | Fenerbahçe SK          |
| 2017 – 2018                                                                               | Galatasaray SK (21)        | Fenerbahçe SK          | İstanbul Başakşehir FK |
| 2018 – 2019                                                                               | Galatasaray SK (22)        | İstanbul Başakşehir FK | Beşiktaş JK            |
| 2019 – 2020                                                                               | İstanbul Başakşehir FK (1) | Trabzonspor            | Beşiktaş JK            |
| 2020 – 2021                                                                               | Beşiktaş JK (16)           | Galatasaray SK         | Fenerbahçe SK          |
| 2021 – 2022                                                                               | Trabzonspor (7)            | Fenerbahçe SK          | Konyaspor              |
| 2022 – 2023                                                                               | Galatasaray SK (23)        | Fenerbahçe SK          | Beşiktaş JK            |
| 2024 – 2025                                                                               | Galatasaray SK (25)        | Fenerbahçe SK          | Samsunspor             |

## Přehled nejlepších střelců
Zdroje:

Pozn.: v závorce je uveden počet vstřelených gólů nejlepších střelců
- 1959:  Metin Oktay (11)
- 1959/60:  Metin Oktay (33)
- 1960/61:  Metin Oktay (36)
- 1961/62:  Fikri Elma (21)
- 1962/63:  Metin Oktay (38)
- 1963/64:  Güven Önüt (19)
- 1964/65:  Metin Oktay (17)
- 1965/66:  Ertan Adatepe (20)
- 1966/67:  Ertan Adatepe (18)
- 1967/68:  Fevzi Zemzem (19)
- 1968/69:  Metin Oktay (17)
- 1969/70:  Fethi Heper (13)
- 1970/71:  Ogün Altıparmak (16)
- 1971/72:  Fethi Heper (20)
- 1972/73:  Osman Arpacıoğlu (16)
- 1973/74:  Cemil Turan (14)
- 1974/75:  Ömer Kaner (14)
- 1975/76:  Ali Osman Renklibay /  Cemil Turan (17)
- 1976/77:  Necmi Perekli (18)
- 1977/78:  Cemil Turan (17)
- 1978/79:  Özer Umdu (15)
- 1979/80:  Bahtiyar Yorulmaz /  Mustafa Denizli (12)
- 1980/81:  Bora Öztürk (15)
- 1981/82:  Selçuk Yula (16)
- 1982/83:  Selçuk Yula (19)
- 1983/84:  Tarik Hodžić (16)
- 1984/85:  Aykut Yiğit (20)
- 1985/86:  Tanju Çolak (33)
- 1986/87:  Tanju Çolak (25)
- 1987/88:  Tanju Çolak (39)
- 1988/89:  Aykut Kocaman (29)
- 1989/90:  Feyyaz Uçar (28)
- 1990/91:  Tanju Çolak (31)
- 1991/92:  Aykut Kocaman (25)
- 1992/93:  Tanju Çolak (27)
- 1993/94:  Bülent Uygun (22)
- 1994/95:  Aykut Kocaman (27)
- 1995/96:  Šota Arveladze (25)
- 1996/97:  Hakan Şükür (38)
- 1997/98:  Hakan Şükür (33)
- 1998/99:  Hakan Şükür (18)
- 1999/00:  Serkan Aykut (30)
- 2000/01:  Okan Yılmaz (23)
- 2001/02:  Arif Erdem /  İlhan Mansız (21)
- 2002/03:  Okan Yılmaz (24)
- 2003/04:  Zafer Biryol (25)
- 2004/05:  Fatih Tekke (31)
- 2005/06:  Gökhan Ünal (25)
- 2006/07:  Alexsandro de Souza (19)
- 2007/08:  Semih Şentürk (17)
- 2008/09:  Milan Baroš (20)
- 2009/10:  Ariza Makukula (21)
- 2010/11:  Alexsandro de Souza (28)
- 2011/12:  Burak Yılmaz (33)
- 2012/13:  Burak Yılmaz (24)
- 2013/14:  Aatif Chahechouhe (17)
- 2014/15:  Fernandão (22)
- 2015/16:  Mario Gómez (26)
- 2016/17:  Vágner Love (23)
- 2017/18:  Bafétimbi Gomis (29)
- 2018/19:  Mbaye Diagne (30)
- 2019/20:  Alexander Sørloth (24)
- 2020/21:  Aaron Boupendza (22)
- 2021/22:  Umut Bozok (20)
- 2022/23:  Enner Valencia (29)
- 2023/24:  Mauro Icardi (25)
- 2024/25:  Victor Osimhen (26)